# Apoxypteron
Apoxypteron is een geslacht van vliesvleugeligen uit de familie Mymaridae. De wetenschappelijke naam van dit geslacht is voor het eerst geldig gepubliceerd in 1989 door Noyes & Valentine.

## Soorten
Het geslacht Apoxypteron is monotypisch en omvat slechts de volgende soort:
- Apoxypteron grandiscapus Noyes & Valentine, 1989